# Ban Ta Khun (huyện)
Ban Ta Khun (tiếng Thái: บ้านตาขุน) là một huyện (amphoe) ở phía tây của tỉnh Surat Thani miền nam Thái Lan. Đây là huyện có diện tích lớn nhất và mật độ dân số thấp nhất tỉnh này.

## Địa lý
Phần lớn huyện nằm trong khu vực đồi của dãy núi Phuket, nơi có vườn quốc gia Khao Sok và khu bảo tồn thiên nhiên hoang dã Khlong Saeng. Khu bảo tồn thiên nhiên hoang dã Khlong Nakha nằm một phần ở góc tây bắc huyện.
Sông chính chảy qua đây là Khlong Saeng, trên đó có đập Ratchaprapha tạo nên hồ chứa Chiao Lan. Sông này đổ vào sông Phum Duang ở thị xã Khao Wong.
Các huyện giáp ranh (từ phía bắc theo chiều kim đồng hồ): Tha Chang, Vibhavadi, Khiri Rat Nikhom và Phanom của Surat Thani, Khura Buri của tỉnh Phang Nga, và Suk Samran và Kapoe của tỉnh Ranong.

## Lịch sử

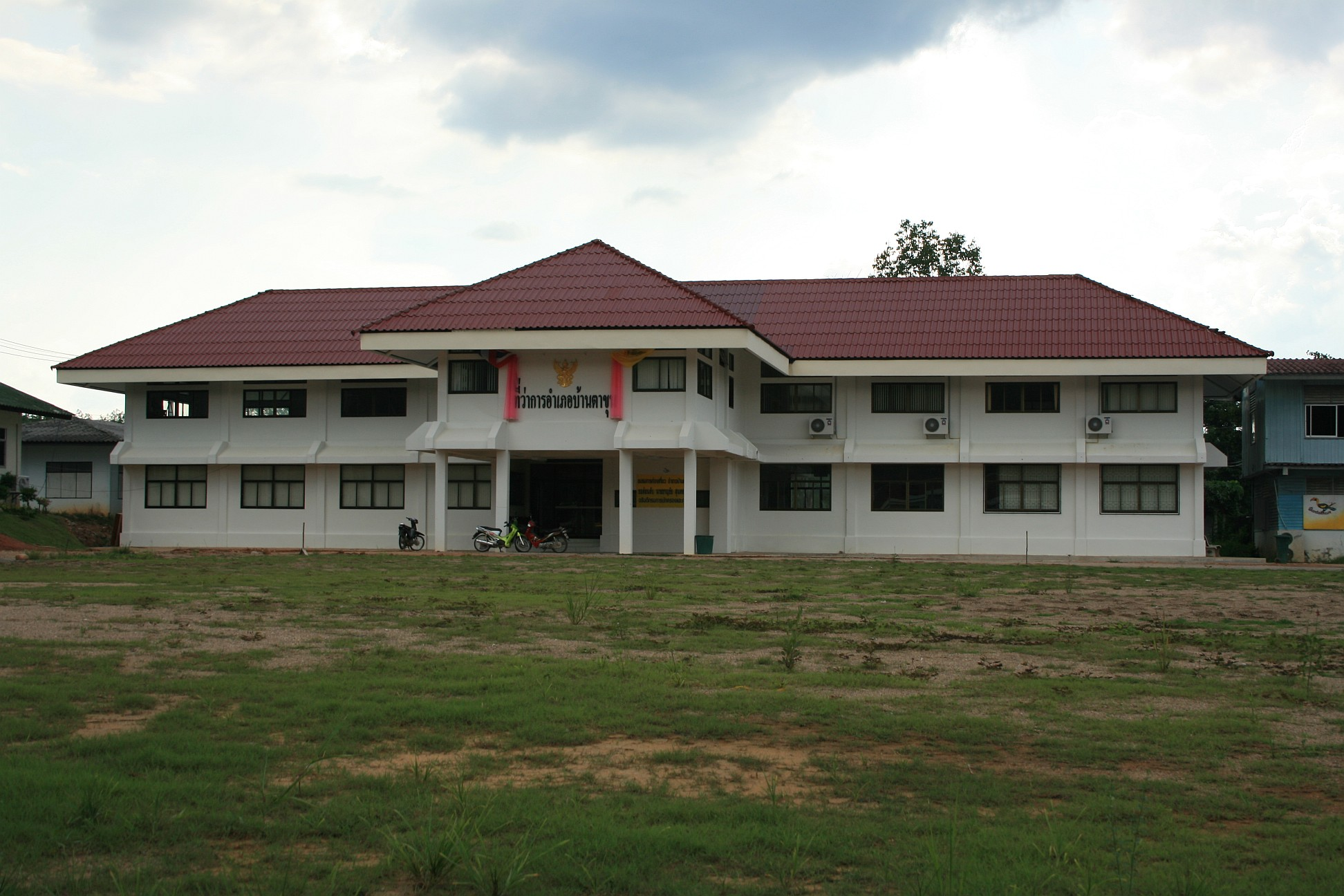
Trụ sở huyện

Khu vực này đã được lập ngày 20 tháng 7 năm 1973 làm một tiểu huyện (king amphoe) thông qua việc tách 5 tambon khỏi Khiri Rat Nikhom.
Ngày 9 tháng 9 năm 1976, tiểu huyện đã được nâng lên thành huyện.
Đơn vị tambon thứ 5 Krai Son (ไกรสร) đã được bổ sung vào huyện  Khao Phang, do nằm ở khu vực bị hồ Chiao Lan làm ngập.

## Hành chính
Huyện này được chia thành 4 phó huyện (tambon), các đơn vị này lại được chia ra thành 29 làng (muban). Có hai đô thị phó huyện (thesaban tambon) - Khao Wong (được đổi tên thành Ban Ta Khun) của tambon Khao Wong, và Khao Pang 10,1 km² của tambon Khao Pang. 
| \| STT. \| Tên \| Tên Thái \| Số làng \| Dân số \| \| ---- \| ---------- \| -------- \| ------- \| ------ \| \| 1. \| Khao Wong \| เขาวง \| 6 \| 4.303 \| \| 2. \| Phasaeng \| พะแสง \| 9 \| 3.158 \| \| 3. \| Phru Thai \| พรุไทย \| 9 \| 2.648 \| \| 4. \| Khao Phang \| เขาพัง \| 5 \| 4.007 \| | Map of Tambon |          |         |        |
| STT. | Tên           | Tên Thái | Số làng | Dân số |
| 1. | Khao Wong     | เขาวง    | 6       | 4.303  |
| 2. | Phasaeng      | พะแสง    | 9       | 3.158  |
| 3. | Phru Thai     | พรุไทย    | 9       | 2.648  |
| 4. | Khao Phang    | เขาพัง    | 5       | 4.007  |